# Венециано, Агостино
Агостино Венециано, Агостино Венецианец, Агостино де Музи (итал. Venetian Agostino, Agostino de' Musi, ок. 1490, Венето — ок. 1540, Рим ?) — итальянский рисовальщик и гравёр, ученик Маркантонио Раймонди, выполнявший вместе с учителем гравюры по рисункам Рафаэля Санти. Венециано создал также большое количество графических листов с изображениями античной архитектуры, ваз, орнаментов.

## Биография
Агостино родился в области Венето (возможно, в самой Венеции, точное место и время рождения неизвестны), там же получил художественное образование, хотя его учитель неизвестен. Вначале копировал гравюры Альбрехта Дюрера и Джулио Кампаньолы 1512—1514 годов, затем стал создавать собственные композиции в стиле последнего. В 1515 году Агостино переехал во Флоренцию, что документально подтверждается четырьмя гравюрами с этой датой. Гравюра, широко известная как «Христос, поддерживаемый тремя ангелами», имеет дату 1516 год и, согласно Боргини (1584), была сделана в Риме. С этого момента и до смерти Рафаэля в 1520 году, Агостино выполнял гравюры по произведениям Рафаэля, включая эскизы неосуществленных работ выдающегося мастера.
В 1516 году Агостино Венециано присоединился к гравёрной мастерской Маркантонио Раймонди и работал весьма успешно до разграбления Рима войсками Карла V в 1527 году (итал. Sacco di Roma). Многие гравюрные доски были конфискованы ландскнехтами Карла V и с них продолжали делать оттиски в последующие годы.
Агостино уехал в Венецию, затем посетил Мантую и Флоренцию, прежде чем в 1531 году вернуться в Рим, где он оставался по крайней мере до 1536 года. Предполагается, что он скончался в Риме, хотя точных сведений нет.

## Творчество
Гравюра Агостино, известная как «Поднимающиеся» (1521), воспроизводит часть подготовительного рисунка Микеланджело для композиции «Битва при Кашине» в Палаццо Веккьо во Флоренции, которая так и не была завершена. Иные были сделаны по рисункам Михаэля Кокси, Себастьяно Серлио, Джулио Романо и других художников. Его карьера, вероятно, так и не оправилась полностью после разграбления Рима, хотя Агостино продолжал выпускать гравюры и в более поздние годы, иногда создавая новые версии своих старых работ. В свой последний римский период он создал серию гравюр по мотивам античных ваз.
В течение долгого времени много споров вызывал вопрос об авторстве знаменитой гравюры по рисунку Рафаэля «Избиение младенцев». Различные варианты этой гравюры выполняли и Маркантонио Раймонди, и Агостино Венециано, и Марко Денте.
Считается, что Агостино Венециано, работавший, как и Маркантонио Раймонди, в основном по рисункам других художников, стоял у истоков искусства западноевропейской репродукционной гравюры. В своей работе он находился под влиянием не только Дюрера, но и Джулио Кампаньолы, изобретателя техники пунктира. Гравюры Кампаньолы Агостино неоднократно копировал
.
Многие из гравюр Агостино Венециано по рисункам Рафаэля использовали мастера декоративного искусства: резчики по дереву, чеканщики по металлу, ювелиры, мастера росписи итальянской майолики.
И. Д. Пассаван приписал Агостино Венециано 188 гравюр, хотя, скорее всего, их было сделано гораздо больше.

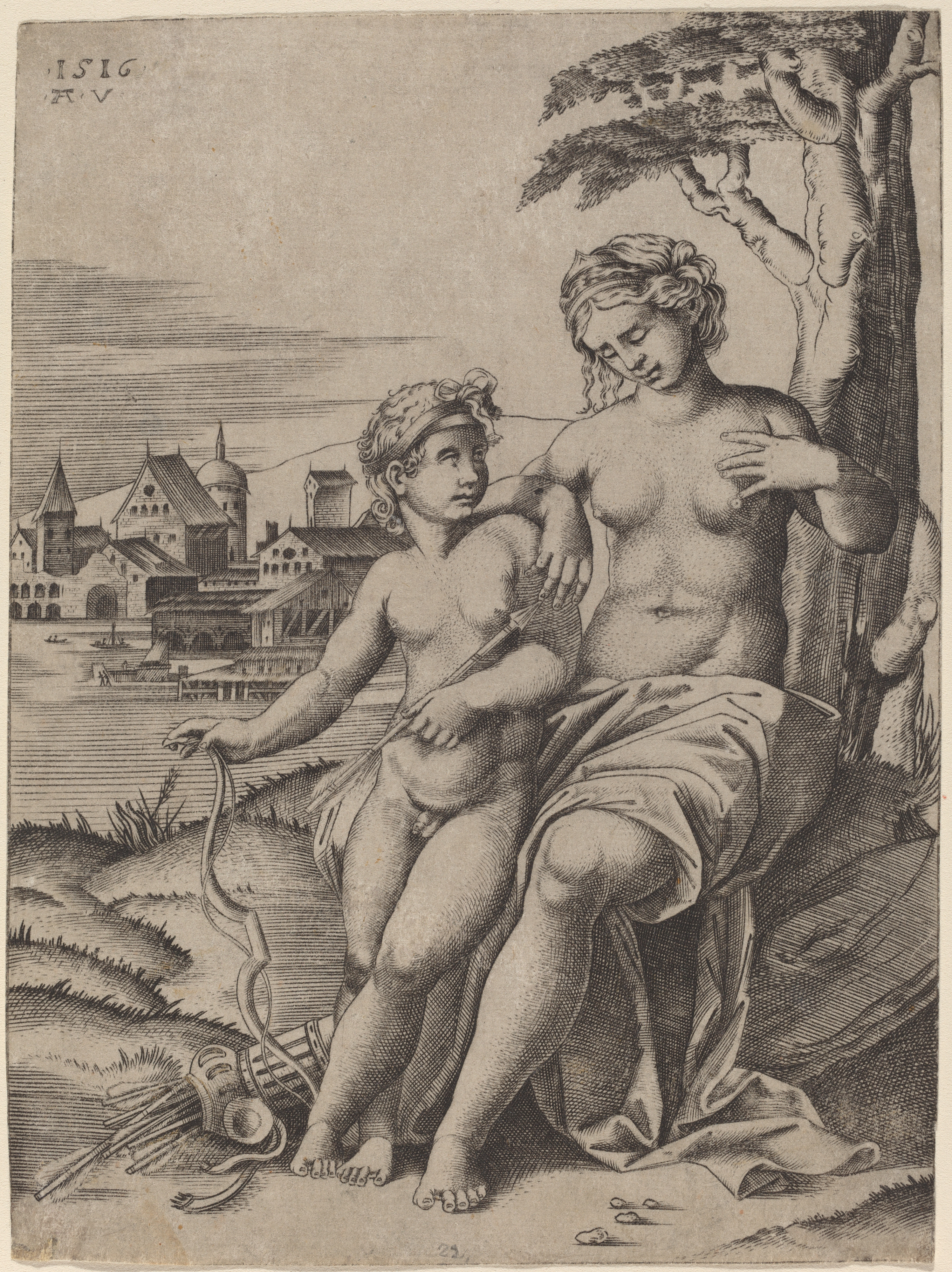
Венера и Купидон. По рисунку Рафаэля. 1516. Гравюра резцом на меди
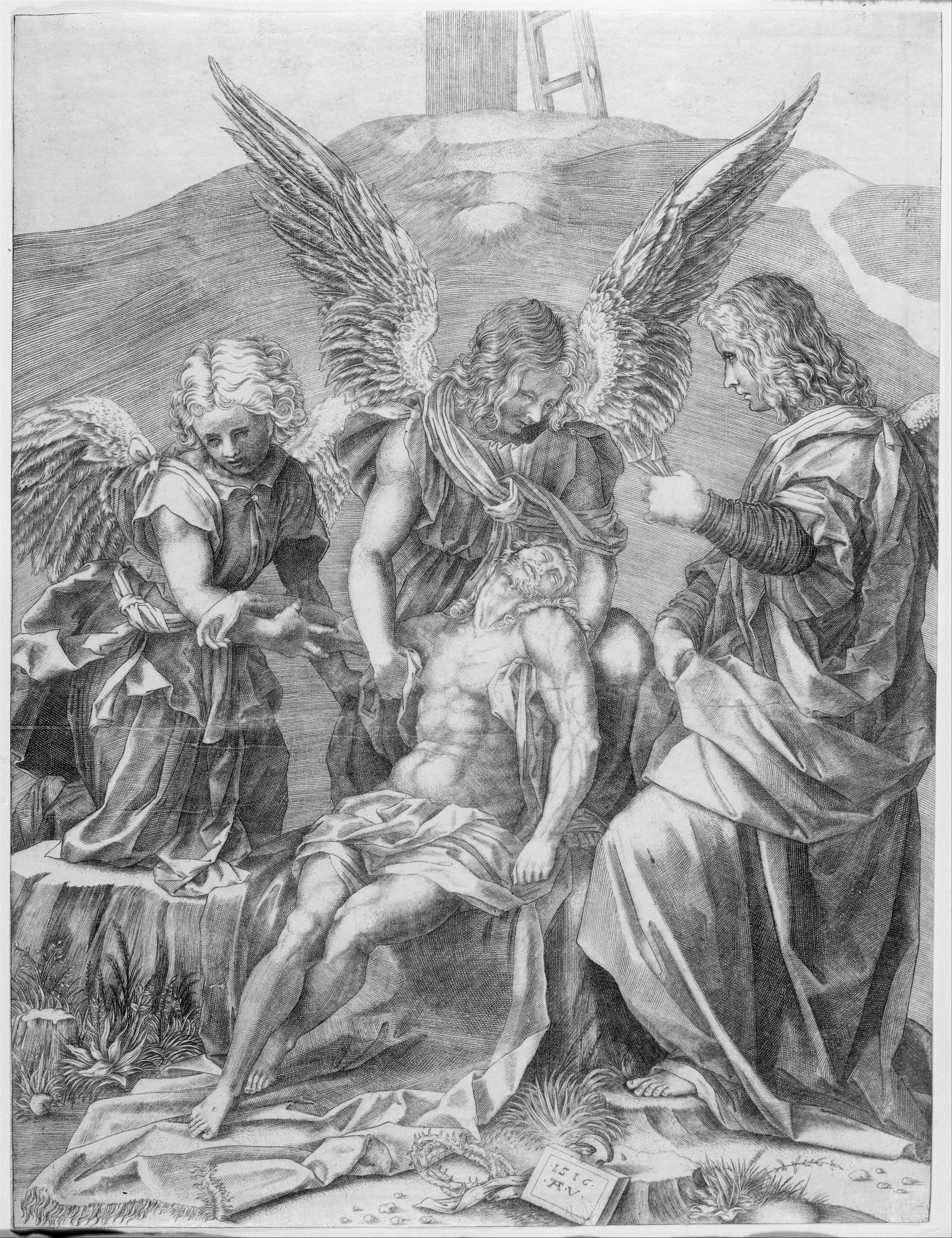
Христос, поддерживаемый тремя ангелами. 1516. Гравюра резцом на меди
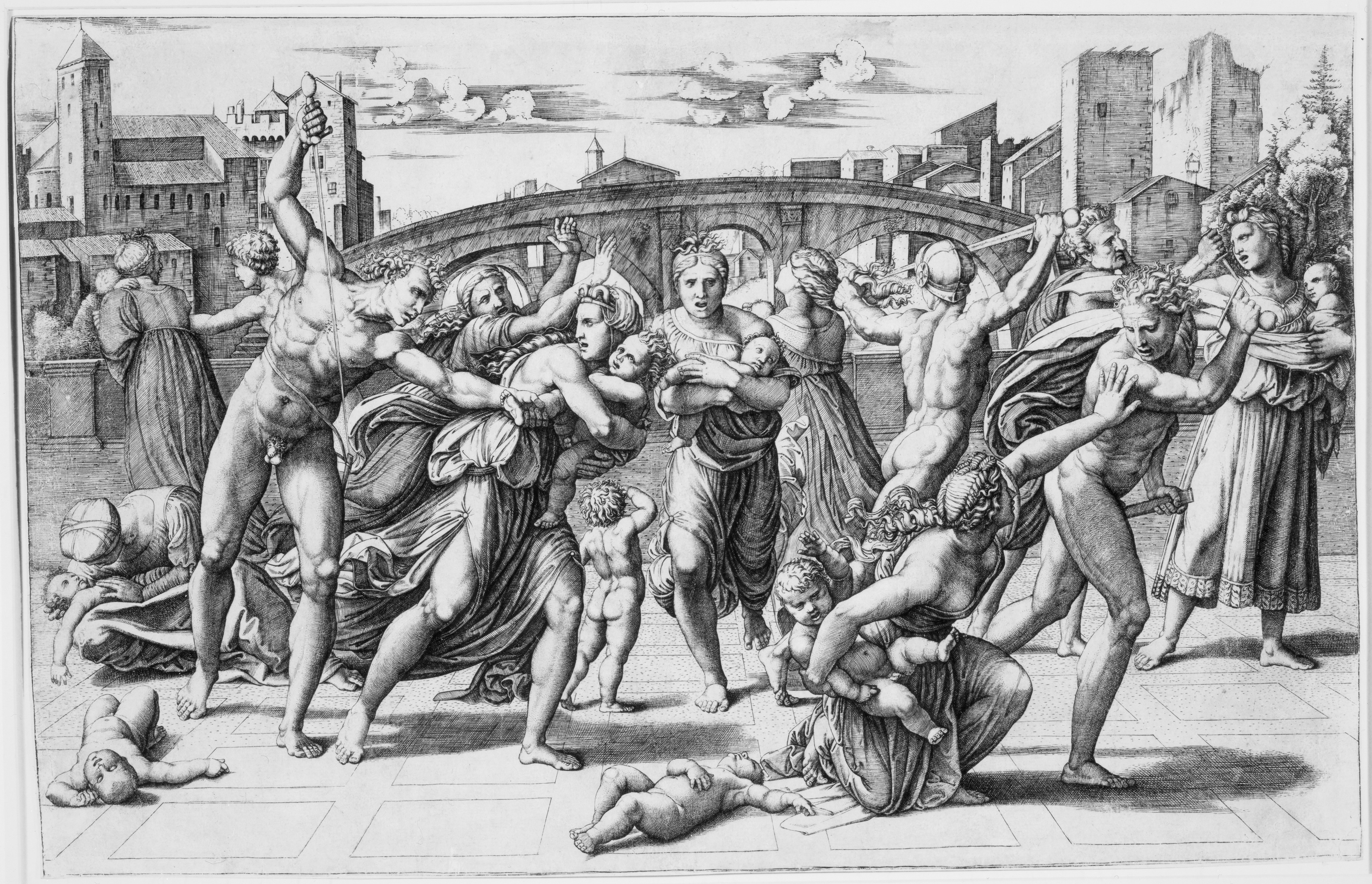
Избиение младенцев. По рисунку Рафаэля. Ок. 1512. Гравюра резцом на меди (вариант с елью на дальнем плане справа)
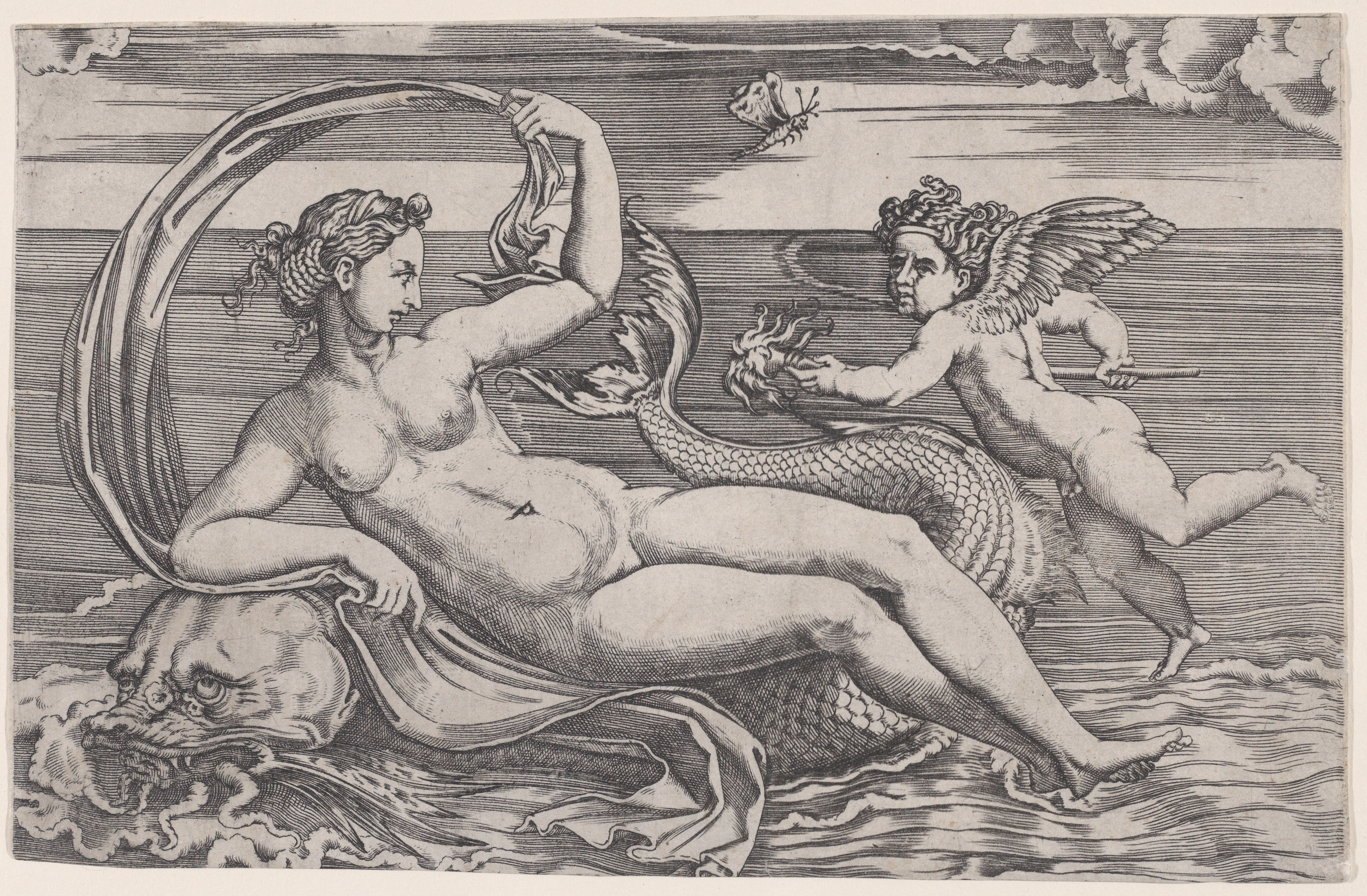
Венера на дельфине. Ок. 1516. Гравюра резцом на меди
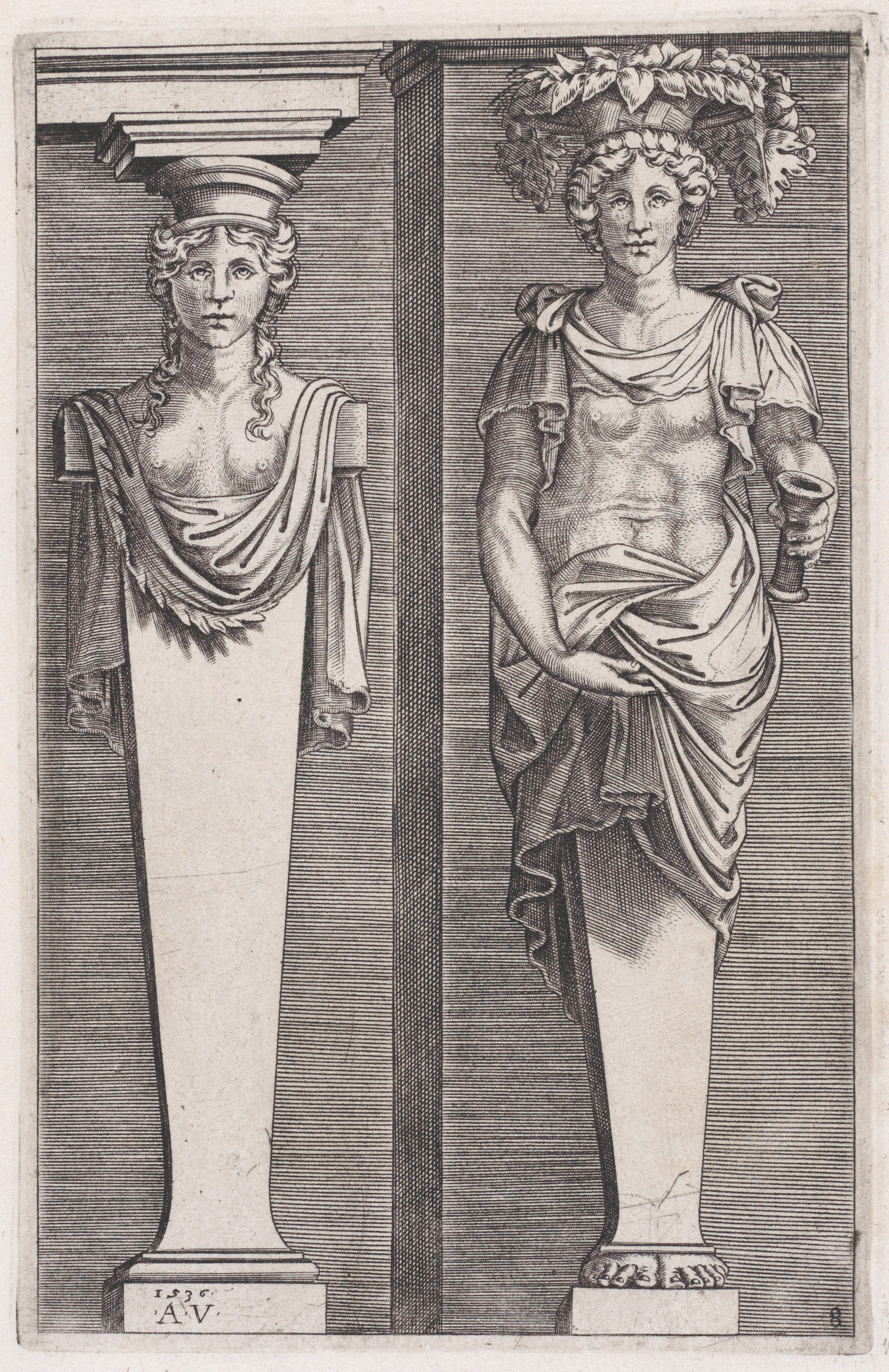
Гермы. 1536. Гравюра резцом на меди